# اندیس رود آب ۱
رود آب ۱ یک اندیس فلزی است که در حوالی شهر جبال بارز استان کرمان قرار دارد و مادهٔ معدنی موجود در آن، مس است.